# Vrhovine
 Ovo je glavno značenje pojma Vrhovine. Za druga značenja pogledajte Vrhovine (razdvojba).
Vrhovine su općina u Hrvatskoj. Nalazi se u Ličko-senjskoj županiji.

## Zemljopis
Vrhovine su malo ličko mjesto, nalaze se na cesti koja vodi od Otočca prema Korenici. Vrhovine su stanica na željezničkoj pruzi Ogulin – Knin.
Do 1991. godine, Vrhovine su bile u sastavu općine Otočac.

## Stanovništvo
Općina Vrhovine je tipična planinska sredina s vrlo malo stanovnika.

### Nacionalni sastav
Nacionalni sastav stanovništva prema popisu provedenom 2001. godine:
- Hrvati: 39 %
- Srbi: 55 %
- Ostali i neizjašnjeni: 6 %

### Vrhovine (naseljeno mjesto)
- 2001. – 451
- 1991. – 873 (Srbi – 742, Hrvati – 65, Jugoslaveni – 24, ostali – 42)
- 1981. – 951 (Srbi – 722, Jugoslaveni – 128, Hrvati – 76, ostali – 25)
- 1971. – 1005 (Srbi – 847, Hrvati – 143, Jugoslaveni – 6, ostali – 9)

## Uprava
Općina obuhvaća naselja:
- Donji Babin Potok
- Gornje Vrhovine
- Gornji Babin Potok
- Rudopolje
- Turjanski
- Vrhovine
- Zalužnica

## Povijest
Prvi poznati stanovnici bili su Japodi, iza kojih je ostala nekropola u špilji Bezdanjači.Oko 626. godine Vrhovine kao i cjelu Liku naseljavaju Hrvatska plemena. Već oko 700. godine formirano naselje Vrhovine nalazi se u sastavu Starohrvatske županije Gacke. Poslije bitke na Krbavskom polju Turci počinju prodirati u te krajeve Like i pred njima poslije 1500. godine doseljavaju vlaške izbjeglice koji se pod utjecajem Pravoslavne crkve tek nakon 1800. godine počinju izjašnjavati kao Srbi.
Željeznička pruga od Plaškog do Vrhovina otvorena je 12. lipnja 1918., a od Vrhovina do Gospića 23. ožujka 1920. godine.

## Gospodarstvo
Razvoj seoskog i planinskog turizma osnovne su razvoja tog planinskog prostora. Drvna industrija i prerada drva obilježila je prošlo stoljeće. Nakon zamiranja aktivnosti DIV Vrhovina, prerada drva ponovo oživljava nakon 2000. Stanovništvo se cijelo 20. stoljeće većinom bavilo stočarstvom i poljoprivredom.

## Poznate osobe
- U Vrhovinama je živio i bio učitelj u mjesnoj osnovnoj školi hrvatski pjesnik Silvije Strahimir Kranjčević, pa mjesna osnovna škola nosi njegovo ime.
- Momčilo Popović, narodni heroj, rođen u Zalužnici

## Spomenici i znamenitosti
Općina Vrhovine gotovo da nema industriju pa je područje općine biser netaknute prirodne baštine. Osim šuma, visoravni i proplanaka ovdje se nalaze i nedovoljno istraženi ili uređeni speološki lokaliteti. 
Zanimljivo je pogledati djelomično uređenu "Pećinu" koja se nalazi u Zalužnici iza mjesne crkve Svetog Petra i Pavla. Ulaz u pećinu je popločan prirodnim kamenim pločama i u suhom dijelu godine (od lipnja do studenog) je, jer je ulaz gotovo vodoravan, lako moguće ući do dubine od stotinjak metara, a onda se dođe do podzemnog jezera. Ovo podzemno jezero je u davnim vremenima seljanima služilo kao stalni izvor pitke vode (i danas je pitka). Od kasne jeseni, do početka ljeta (ako ima dovoljno oborina) nivo ovog jezera se podigne, počne prelijevati preko ulaza u pećinu i formira se oko 5 km dugački potok koji teče do susjednog sela Sinac, gdje se razlijeva u "bare" blizu toka rijeke Gacke.

## Obrazovanje
- Osnovna škola "Zrinskih i Frankopana" Otočac, područna škola Vrhovine
- Narodna knjižnica S.S. Kranjčević, Vrhovine

## Šport
Do 1991. godine u Vrhovinama je postojao nogometni klub Lokomotiva.

## Vanjske poveznice
- Službena stranica Općine Vrhovine
- Lika Club